# Hr.Ms. Zwaardvisch (1943)
De Hr.Ms. Zwaardvisch was een Nederlandse onderzeeboot van de Britse T-klasse. Schepen van de T-klasse in Nederlandse dienst waren ook bekend als de schepen van de Zwaardvischklasse.
Het schip werd door de Britse scheepswerf Vickers Armstrong uit Barrow in Furness, als HMS Talent gebouwd voor de Royal Navy. Vanwege het tekort aan onderzeeboten vroeg de Nederlandse regering om drie T-klasse onderzeeboten. Twee werden er toegewezen. De boot was aanvankelijk Zwaardvisch gedoopt, maar in 1951 werd hij hernoemd in Zwaardvis, conform de nieuwe spelling, maar niet met terugwerkende kracht.

## De Zwaardvisch tijdens deTweede Wereldoorlog
Na de indienststelling werd het schip nog getest tot februari 1944. In die periode was het gestationeerd in Holy Loch. Vervolgens werden enkele niet succesvolle patrouilles uitgevoerd op de Noordzee. In de zomer van 1944 werd de Zwaardvis overgeplaatst naar Azië. Via Gibraltar, Valletta, Port Said, het Suezkanaal en Aden werd uiteindelijk Trincomalee bereikt. Onder Brits operationeel commando werden vanuit Trincomalee de volgende resultaten geboekt:
Gezonken
- 18-08-1944 Japans zeilschip Kim Hup Soen (48 ton)
- 19-08-1944 2 Japanse zeilschepen (+/-50 ton)
- 06-10-1944 Duitse onderzeeboot U 168 (1545 ton)
- 10-10-1944 Japans wachtschip Koei Maru (19 ton)
- 15-10-1944 Japans onderzoeksschip Kaiyo Maru No.2 (143 ton)

Beschadigd
- 17-10-1944 Japanse mijnenlegger Wakataka (1608 ton)

### Torpederen van U 168
De Zwaardvisch opereerde vanaf september 1943 vanuit Fremantle in Australië. In de ochtend van 6 oktober 1943 ontdekte de Zwaardvisch ten noorden van Java de Duitse onderzeeboot U 168. Die was op weg naar Soerabaja om met andere U-boten operaties uit te voeren op de Australische westkust. Elf minuten na de eerste verkenning lanceerde de Zwaardvisch op 900 meter afstand zes torpedo’s, drie troffen doel, maar slechts één ontplofte. Door deze treffer zonk de U 168 snel maar 27 bemanningsleden konden zich redden. Vijf hiervan, waaronder de commandant, werden aan boord van de Zwaardvisch opgesloten. De overige overlevenden werden door een vissersboot meegenomen.
Commandant van de Zwaardvisch was Hendrikus Abraham Waldemar Goossens, die hierna onderscheiden werd met de Militaire Willems-Orde en de Britse DSO.